# Micropeltis ugandae
Micropeltis ugandae är en svampart som beskrevs av Hansf. 1941. Micropeltis ugandae ingår i släktet Micropeltis och familjen Micropeltidaceae.   Inga underarter finns listade i Catalogue of Life.